# 弥陀ヶ原 (立山)

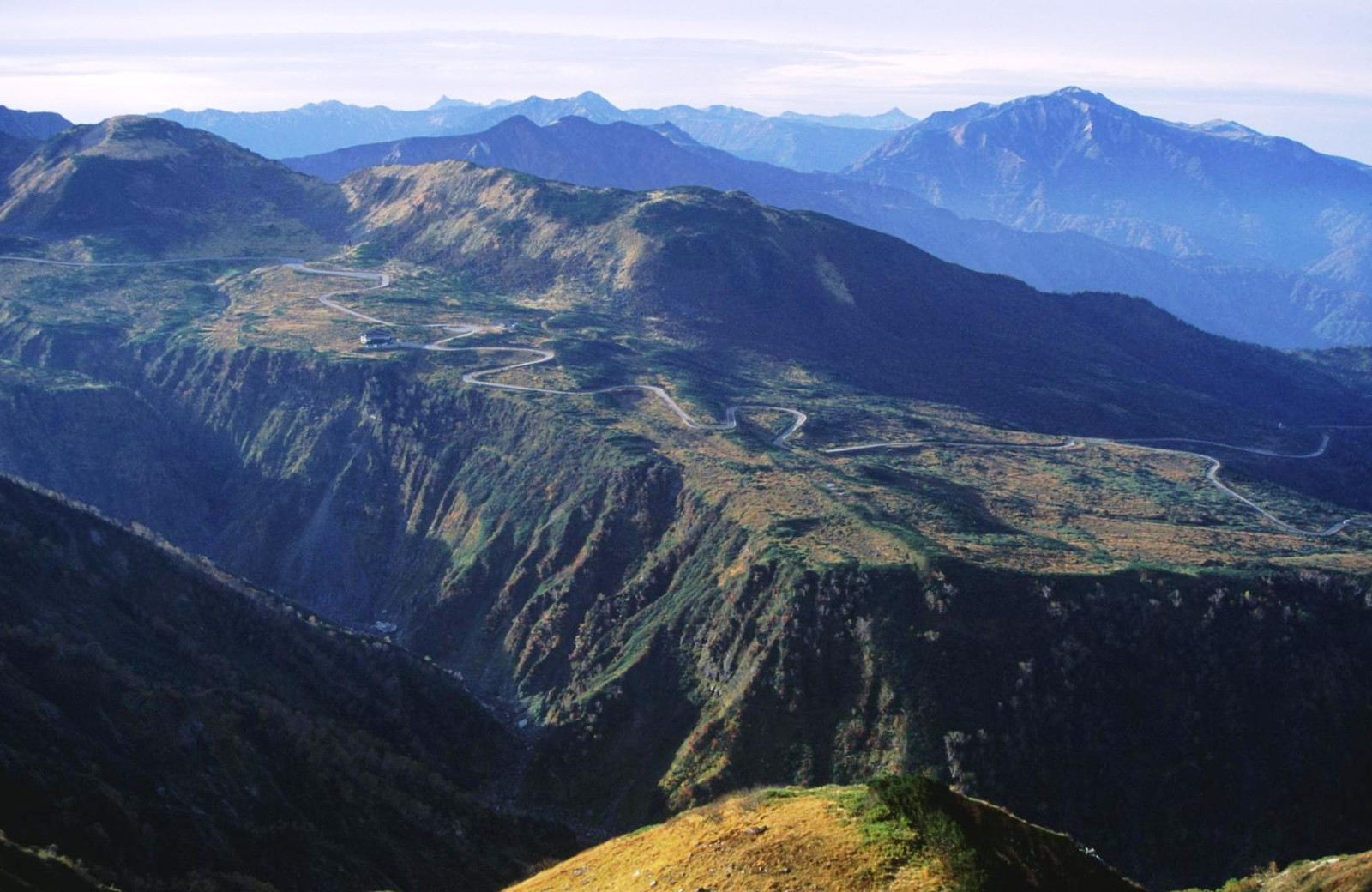
弥陀ヶ原を奥大日岳から望む

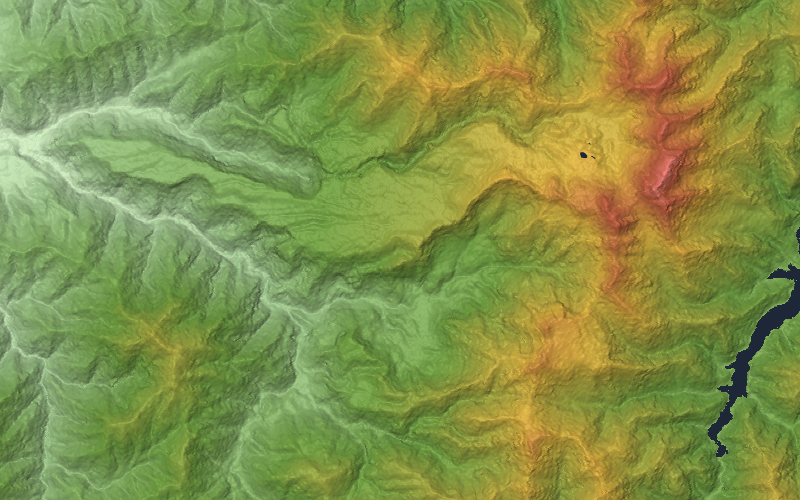
弥陀ヶ原の地形図。左へ伸びる平坦部が弥陀ヶ原。中央右の窪地は立山カルデラ。

弥陀ヶ原（みだがはら）は富山県中新川郡立山町芦峅寺（あしくらじ）にある高原。中部山岳国立公園内にあり、標高は1,600mから2,000m程度。
高原上を立山黒部アルペンルートの立山有料道路が通る。2012年（平成24年）7月3日に大日平と共にラムサール条約に登録された。

## 概要

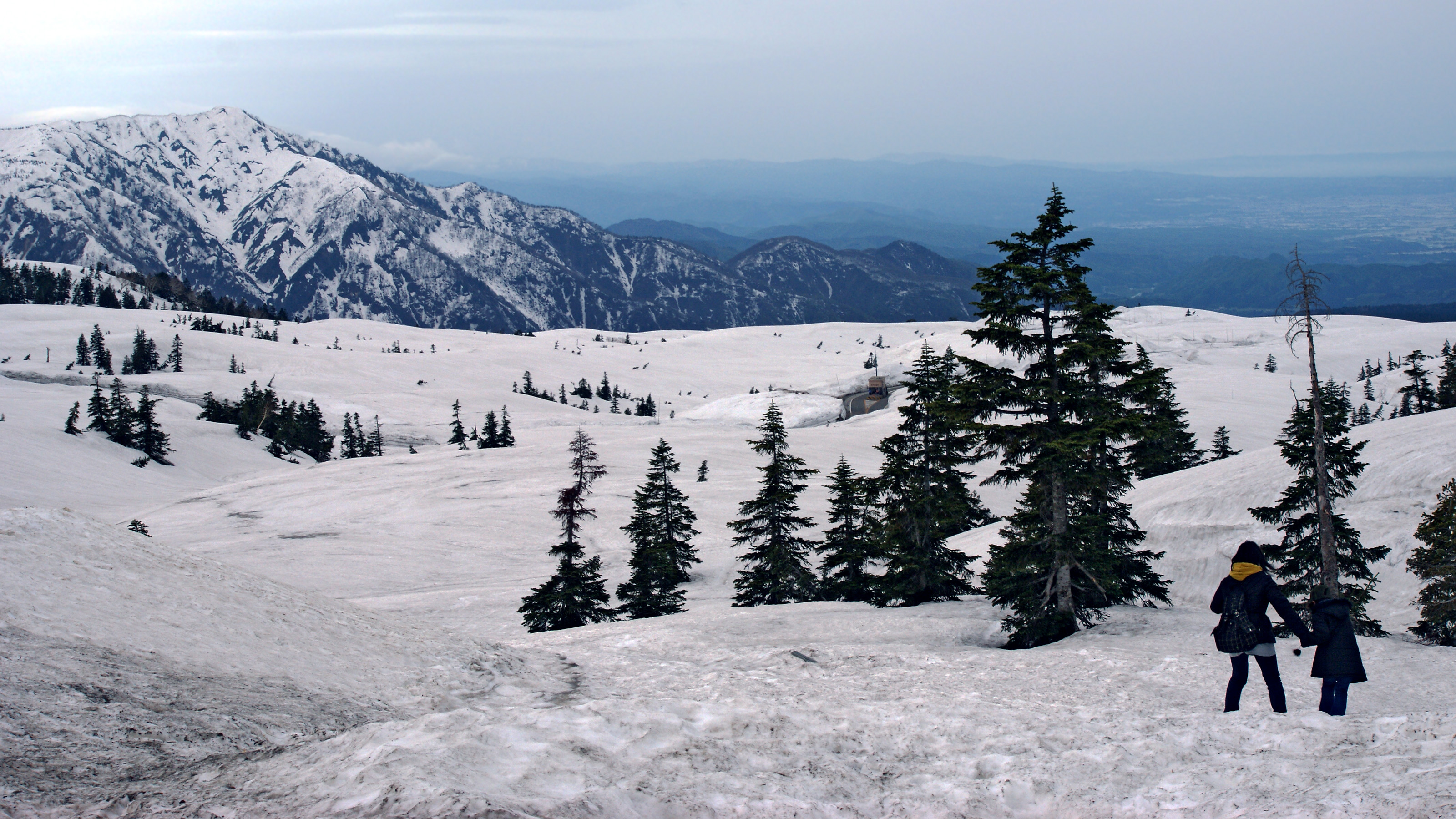
冬の弥陀ヶ原

弥陀ヶ原は立山の麓から常願寺川水系称名川の左岸にかけて、東西4km、南北2kmに広がる高原。立山火山（弥陀ヶ原火山とも）の活動で形成された火砕流台地である。河川による浸食で現在の東西に長細い形状となった。
この高山地区の大きな高原の存在が、立山の大きな特徴である。11月頃から7月頃まで雪に覆われる。夏には川が流れ、餓鬼の田（池塘）が数多く存在する高原湿地であるため多種の高山植物が見られる。高度が低くなると樹木が増えてくる。秋には周辺の山々とも合わさった紅葉の風景が見られる。弥陀ヶ原の平坦面には、立山有料道路と遊歩道が整備され、ところどころに展望台がある。
弥陀ヶ原の北側にある大日平とは称名川の峡谷によって二分されている。
なお、弥陀ヶ原の南東側には、浸食カルデラの立山カルデラがある。かつては陥没カルデラとされていた。

## 生物

### 植物
ハクサンチドリ、キヌガサソウ、ミズバショウ、ニッコウキスゲ、チングルマ、イワショウブ、ベニヒカゲ、ワタスゲ、トキソウ、モウセンゴケなどが見られる。

### 動物
ライチョウ、数種類の高山チョウ類およびカオジロトンボが見られる。

## 観光
- 室堂
- 立山玉殿
- 称名滝
- 立山カルデラ展望台

## 施設
国民宿舎天望立山荘、弥陀ヶ原ホテル、立山カルデラ展望台、弥陀ヶ原バス停。

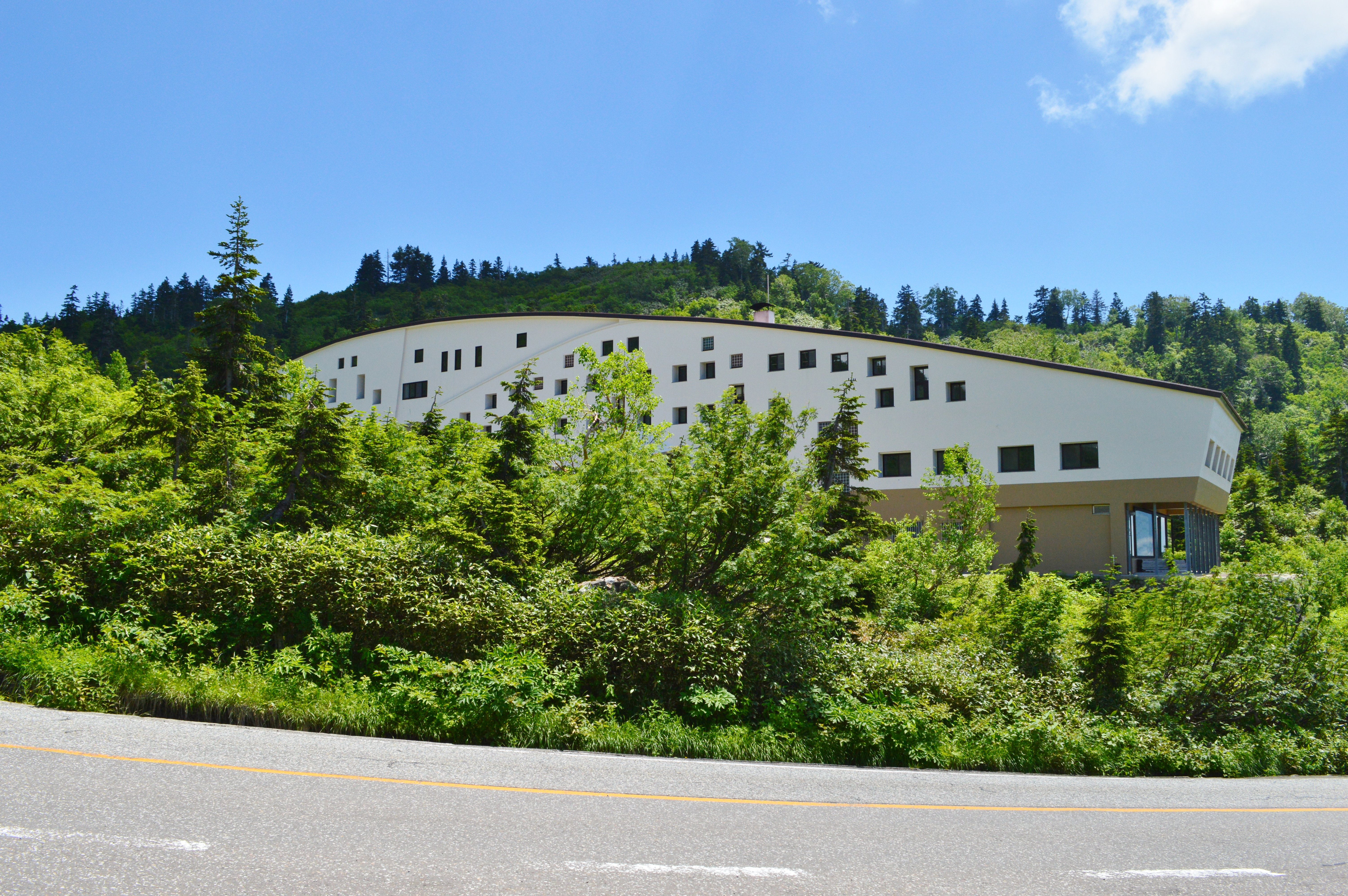
国民宿舎天望立山荘
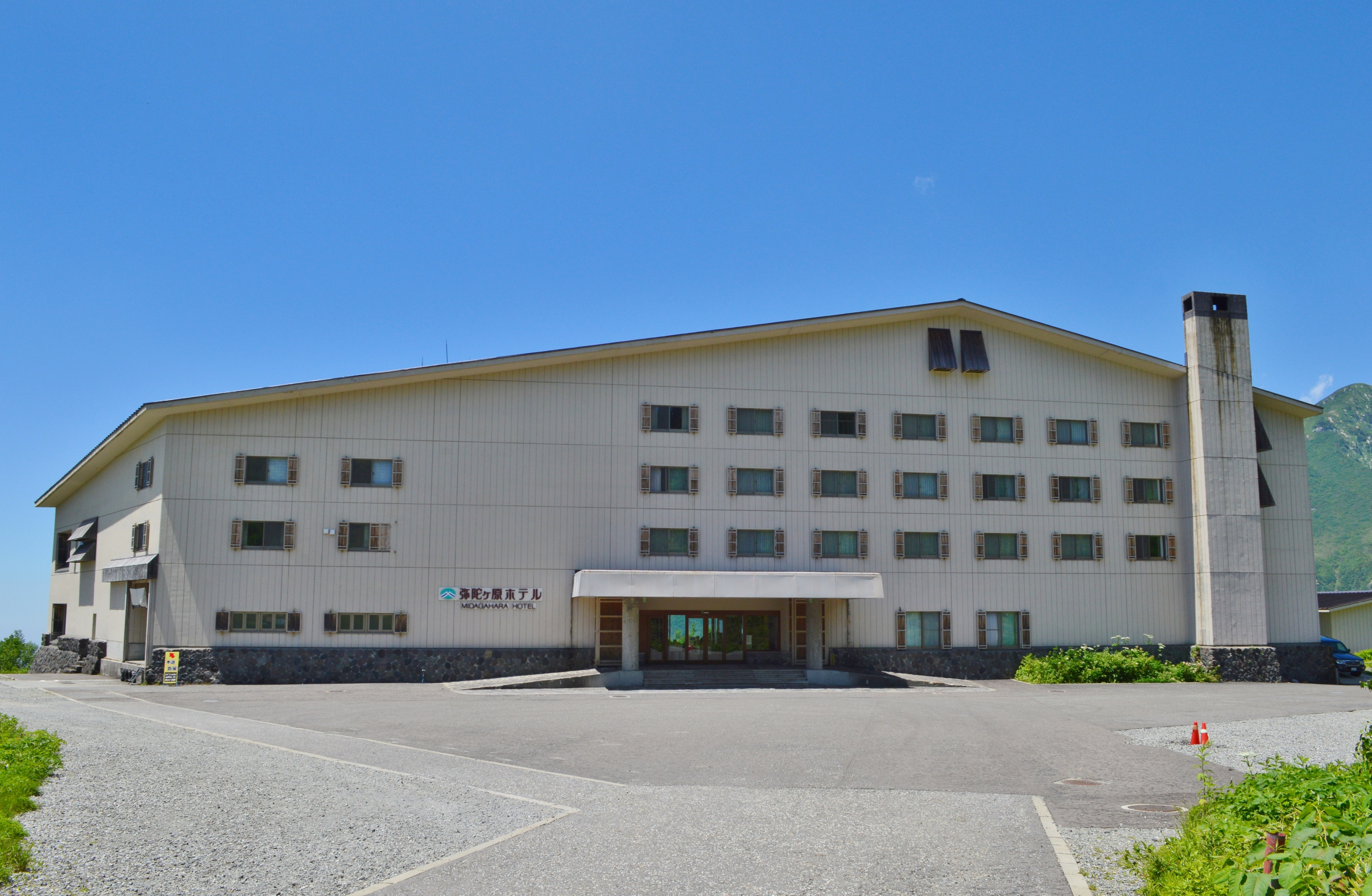
弥陀ヶ原ホテル
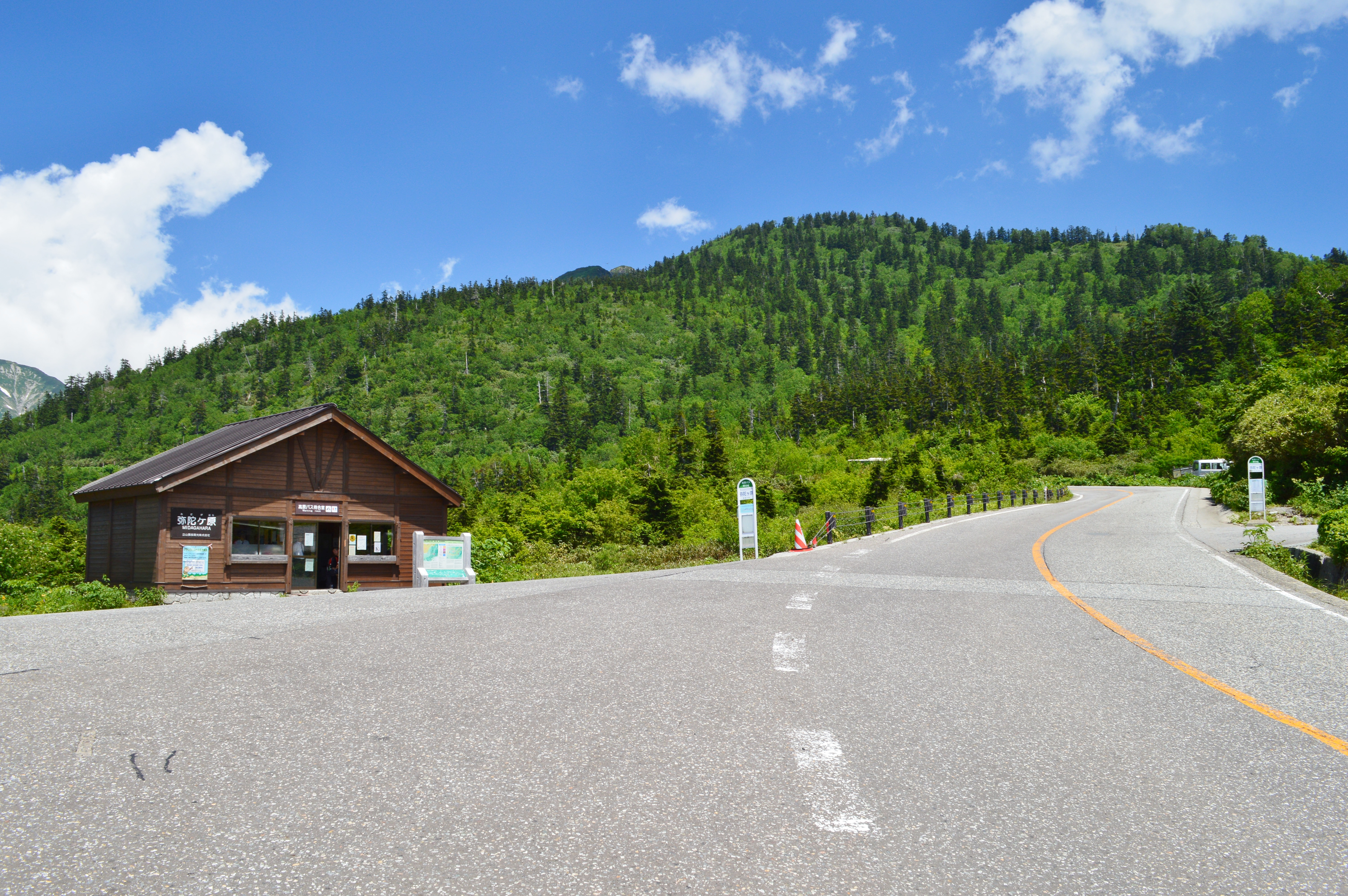
弥陀ヶ原バス停

## 交通アクセス
- 立山ケーブルカー美女平駅より立山高原バス
- 北陸自動車道立山IC
  - マイカー規制のため、徒歩以外は貸切バスまたはケーブルカー・高原バスを使うことになる。ただし、緊急車両、作業用車両や各施設関係の車などは通行している。